# Mercato Vecchio

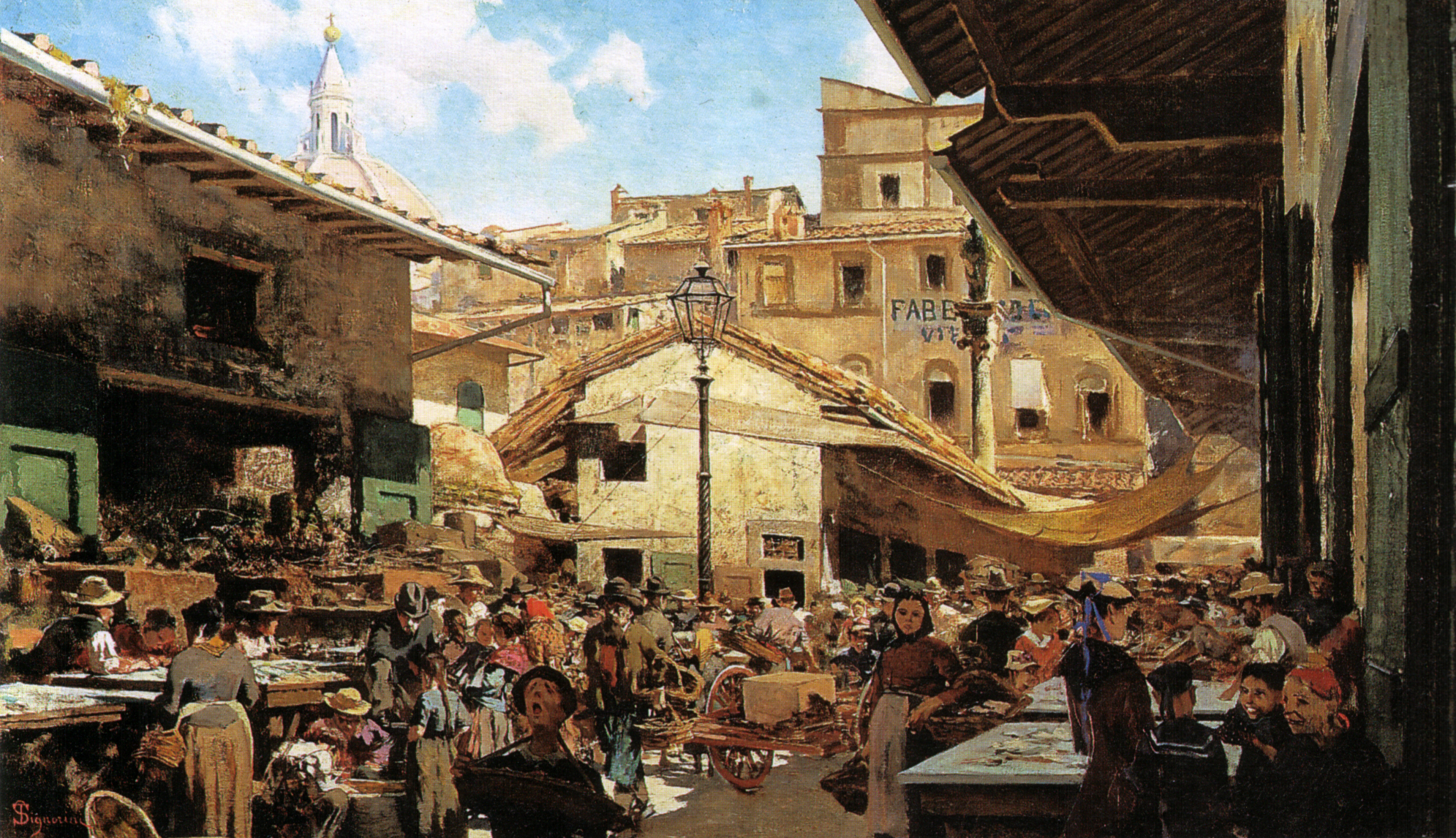
Telemaco Signorini, Mercato Vecchio a Firenze, 1882-1883,

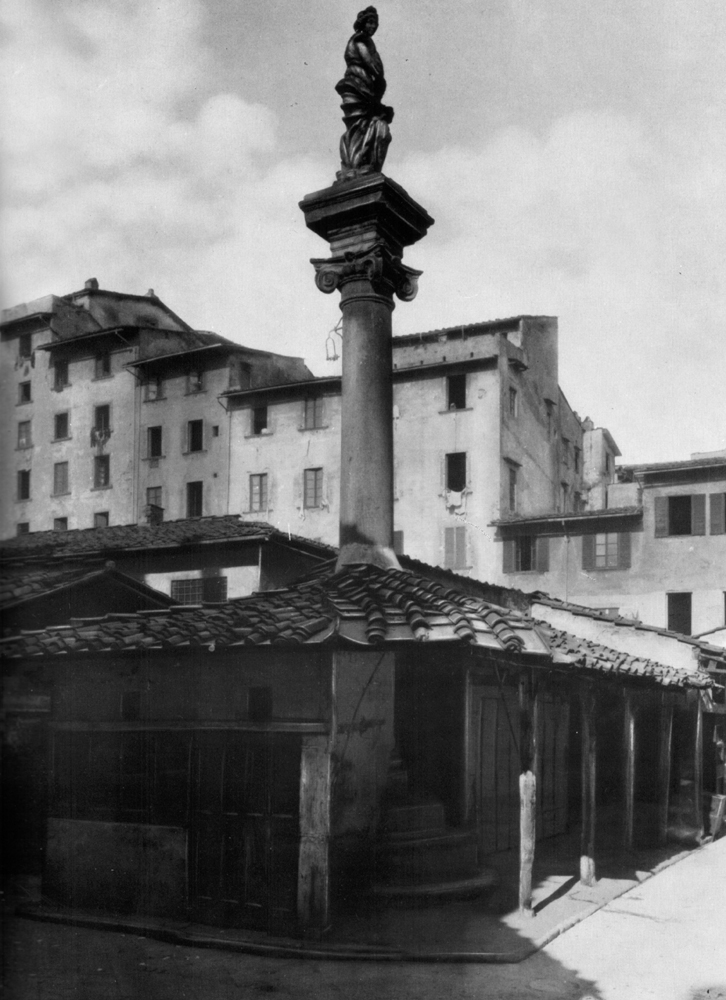
Le marché avant sa destruction

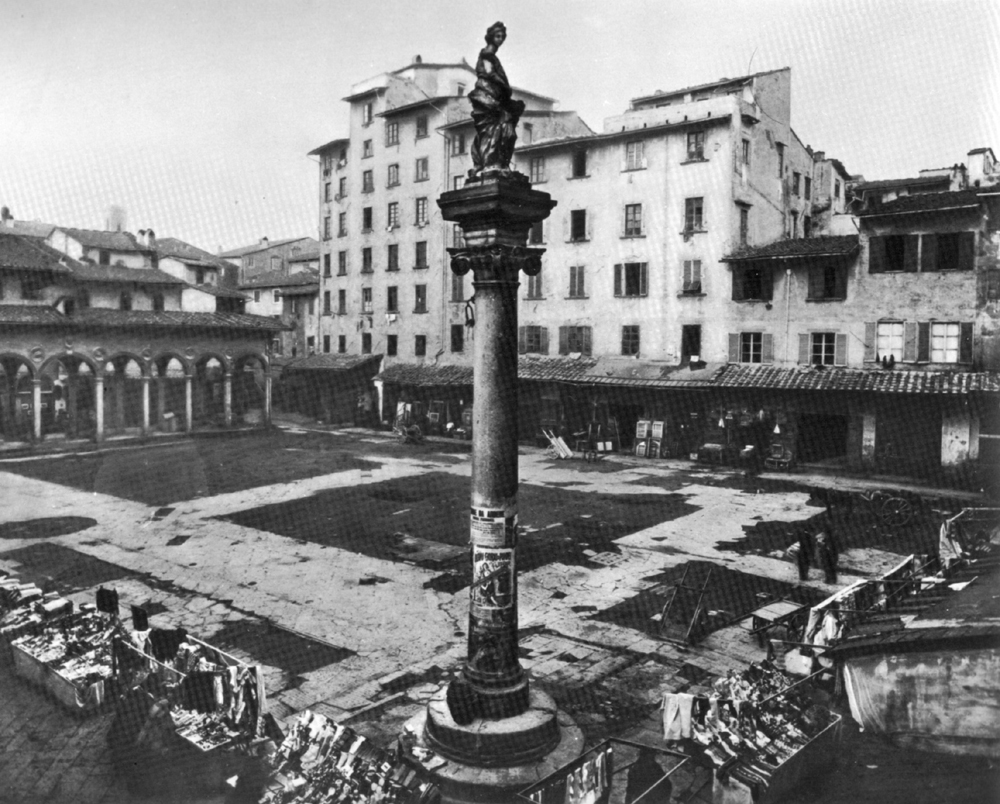
1883 - La colonne de l'Abondance et l'emplacement du vieux marché (au fond la Loggia del Pesce)

Le Mercato Vecchio (le « Vieux Marché » en français) était une zone de Florence qui fut démolie, en même temps que le ghetto juif, entre 1885 et 1895, pour la création de la nouvelle  Piazza della Repubblica, au moment du grand réaménagement urbanistique de la ville au XIXe siècle appelé Risanamento.

## Histoire
À cet emplacement se trouvait l'ancien forum romain du temps où la ville s'appelait Florentia. Centre géographique de la ville où se rejoignaient les carde et decumanus romains, elle était un point symbolique, marqué par une colonne, remplacée ensuite par la Colonna dell'Abbondanza (Colonne de l'Abondance), encore existante.
À l'époque médiévale, l'endroit, toujours un point de rencontre, devient le lieu du marché le plus important de la ville. Deux églises s'y trouvaient, d'époque paléochrétienne, Santa Maria in Campidoglio et  Sant'Andrea. Le marché est rendu institutionnel seulement après l'an Mil.
Comme dans les autres villes italiennes, cela définit l'espace public destiné au commerce, complété par  une Piazza del Duomo destinée aux affaires religieuses et une Piazza della Signoria  destinée à la politique et aux affaires civiles. 
Un second marché devenu nécessaire se développe ensuite à la porte Sanctae Mariae,  où, au XIIIe siècle est construite la Loggia del Mercato Nuovo.
Un troisième pôle commercial est construit à proximité,   la Loggia del Grano.
La place existe encore à l'époque de Cosme Ier de Médicis, lorsqu'il fait réaliser par Giorgio  Vasari la Loggia del Pesce, mais graduellement l'espace se remplit de minuscules édifices populaires, boutiques et habitations, ce qui change radicalement l'aspect du quartier qui était de plus constellé de puits, de fours, d'oratoires, de tours, de loggias, d'habitations de bois.
De nombreux toponymes garde des traces des activités économiques : piazza dell'Olio (huile), via dei Pellicciai (puis via Pellicceria) (fourrure et fourreurs), via delle Ceste (paniers), piazza delle Cipolle (Oignons) (aujourd'hui piazza Strozzi), piazza del Vino, piazza delle Ricotte...  Dans la Loggia des Tavernai  se vendaient de la viande, pendant que le tabernacle de Maria della Tromba s'appelait ainsi parce qu'il était voisin des ateliers des fabricants de  trompettes.

## Le réaménagement
Vers les années 1880, le journaliste Giulio Piccini, qui signait sous le pseudonyme de Jarro, dénonce avec une série d'articles, rassemblés ensuite dans le livre Firenze sotterranea (Florence souterraine - 1881), les conditions de vie des habitants pauvres du quartier, centre historique de la ville. Exagérations des propos définissant la décadence du quartier ?
Il s'ensuit  la nécessité de faire « place nette » de toute cette zone. Le plan des Poggi,  qui avait éliminé une partie des Mura di Firenze (fortifications de la ville)  pour créer les boulevards circulaires, en répondant aux nouvelles exigences de la bourgeoisie, de la police, des passants, tombe à point nommé. 
On ne peut pas négliger le côté spéculatif de l'opération (la soi-disant affare del centro)), qui aboutit au  transfert des classes pauvres en dehors du centre historique dans l'optique de la création d'habitations et d'édifices à usage commercial et représentant une plus grande valeur pour la haute société citadine. Beaucoup d'historiens indiquent que les raisons économiques étaient le vrai moteur du sventramento, que les exigences de salubrité publique couvraient idéologiquement.
En 1881, la commune  charge une commission de constater l'état des immeubles et les conditions de vie des habitants de la zone du Mercato Vecchio, qui en relève une  préoccupante dégradation de l'état du sol et en impose un réaménagement massif. Le projet  définitif est approuvé le 2 avril 1885 : en juin toute la population de la zone a été  évacuée et toutes les propriétés ont été expropriées.
Des travaux commencent en  1888, en démolissant toute la partie nord de la place, entre la Colonne de l'Abondance et le côté de l'actuel Café Gilli. Les travaux devaient s'interrompre là, préservant une  place cinquecentesca redécouverte, avec sa Loggia des Pesce de Vasari.
Mais de forts intérêts économiques spéculatifs sont en jeu qui réclament des édifices de belle allure pour la classe bourgeoise montante et  l'aire des démolitions s'agrandit considérablement, en atteignant la  place Strozzi, la via de' Vecchietti, la via de' Pecori, la via de' Calzaiuoli, la Piazza della Signoria et la  via Porta Rossa.
Beaucoup des anciens témoignages architecturaux du passé sont sacrifiés sans trop d'hésitation : églises anciennes, maison-tours, sièges des corporations artisanales, les Arti. Même le ghetto, avec ses deux synagogues, est  rasé jusqu'au sol !

## Vestiges des lieux
La colonne de l'Abondance, après avoir été dégagée des habitations qui l'enserraient, est démontée et entreposée. Il faudra attendre 1956 pour que le Comité pour l'esthétique citadine, aidé par les fonds de l'office de tourisme, remette la colonne à sa place séculaire (avec une copie de la statue de Mario Moschi, l'original de Giovanni Battista Foggini étant placé au Palais de la Caisse d'Épargne de Florence).
La Loggia del Pesce est démontée et ses éléments architecturaux remarquables  sont transférés au musée lapidaire du couvent San Marco. Elle sera restaurée à l'identique, en 1956, sur la Piazza dei Ciompi près de l'église Santa Croce. Le tabernacle de Santa Maria della Tromba, lui, est reconstitué en 1905, à l'angle du palazzo dell'Arte della Lana avec une restauration  plus arbitraire.
À la place d'un quartier urbain médiéval, s'impose une structure composée de voies régulières, d'une largeur standard  de 12 mètres, sans laquelle sont érigés de grands palais, des cafés, des entrées d'hôtels à portiques, un arc triomphal et le grand espace de la place Vittorio Emanuele II (aujourd'hui place de la République).
Beaucoup d'éléments architecturaux se retrouveront sur le marché antiquaire, comme celles retrouvées parmi les collections du Musée Bardini, offert à la commune de Florence par le grand antiquaire Stefano Bardini, qui ramassa tenacement ces témoignages historiques de la ville. Seulement une partie des vestiges sont visibles dans les musées publics de la ville, au musée lapidaire de San Marco et au Museo di Firenze com'era jusqu'à sa fermeture en octobre 2010.
En est resté célèbre un commentaire du peintre macchiaiolo Telemaco Signorini, grand amoureux des aspects pittoresques et populaires de cette partie de la ville avant sa démolition.

## Constructions disparues
Dans les démolitions, 26 vieilles rues ont été perdues, 20 entre placettes et places, 18 voies; 341 bâtiments ont été démolis pour un usage résidentiel, 451 magasins et 1778 familles ont été évacuées pour un total de 5822 personnes.
Le vieux marché avait son cœur dans un bâtiment long et bas en forme d'ovale rectiligne avec une verrière plutôt protubérante qui servait aussi d'abri aux acheteurs et aux stands disposés des deux côtés. D'autres magasins et stands s'étaient établis sur la place.
Parmi les bâtiments d'importance historique considérable, la Torre dei Caponsacchi, la Torre degli Amieri, l'ancien Monte di pietà dei Pilli (déjà dans la via Monalda), etc., ont été perdus. Il y avait aussi des maisons autrefois habitées par des familles importantes: les premières des Médicis, celles des Strozzi, des Sassetti, des Della Luna, des Lamberti, des Tosinghi, des Anselmi, des Vecchietti, des Tornaquinci, etc.
Il y avait de nombreux endroits des Arti perdus pour toujours : Arte dei Medici e Speziali, Arte degli Albergatori, Arte degli Oliandoli e Pizzicagnoli, Arte dei Linaioli e Rigattieri ; dans ce dernier, il existait encore la niche du Tabernacolo dei Linaioli, un chef-d'œuvre de Fra Angelico et Lorenzo Ghiberti, maintenant au Musée national San Marco.
Il y avait de nombreux tabernacles et églises, souvent avec des œuvres d'art citées par Giorgio Vasari, qui sont perdues aujourd'hui. L'église de San Tommaso faisait face à la place du marché, tandis que tout près se trouvaient al Chiesa di Sant'Andrea, Santa Maria in Campidoglio, San Miniato tra le torri, San Pier Buonconsiglio, San Leo e San Ruffillo ; dans la zone de Piazza Strozzi, il y avait Santa Maria degli Ughi et San Donato dei Vecchietti.
Ce fut donc l'une des zones les plus caractéristiques et qui au cours des siècles avait su garder presque intact le tissu de construction médiéval, avec des rues étroites et des bâtiments adossés les uns contre les autres. Heureusement, il reste toutefois au moins une collection iconographique remarquable d'illustrations photographiques, picturales et graphiques du XIXe siècle.